# 9de uitreiking van de Premios Goya
De 9de uitreiking van de Premios Goya vond plaats in Madrid op 21 januari 1995. De ceremonie werd uitgezonden op TVE en werd gepresenteerd door María Barranco.

## Winnaars en genomineerden
| Beste film | Beste regisseur |
| --- | --- |
| - Días contados - Canción de cuna - La pasión turca | - Imanol Uribe — Días contados - José Luis Garci — Canción de cuna - Vicente Aranda — La pasión turca                                                                |
| Beste acteur | Beste actrice |
| - Carmelo Gómez — Días contados - Gabino Diego — Los peores años de nuestra vida - Alfredo Landa — Canción de cuna                                                                                                | - Cristina Marcos — Todos los hombres sois iguales - Ana Belén — La pasión turca - Ruth Gabriel — Días contados                                                      |
| Beste mannelijke bijrol | Beste vrouwelijke bijrol |
| - Javier Bardem — Días contados - Agustín González — Los peores años de nuestra vida - Óscar Ladoire — Alegre ma non troppo                                                                                       | - María Luisa Ponte — Canción de cuna - Sílvia Munt — La pasión turca - Candela Peña — Días contados                                                                 |
| Beste debuterend acteur | Beste debuterend actrice |
| - Saturnino García — Justino, un asesino de la tercera edad - Coque Malla — Todo es mentira - Pepón Nieto — Días contados                                                                                         | - Ruth Gabriel — Días contados - Elvira Mínguez — Días contados - Candela Peña — Días contados                                                                       |
| Beste origineel scenario | Beste bewerkt scenario |
| - Todos los hombres sois iguales — Joaquín Oristrell, Yolanda García Serrano, Juan Luis Iborra, Manuel Gómez Pereira - El detective y la muerte — Gonzalo Suárez - Los peores años de nuestra vida — David Trueba | - Días contados — Imanol Uribe - Canción de cuna — José Luis Garci, Horacio Valcárcel - La pasión turca — Vicente Aranda                                             |
| Beste Spaanstalige buitenlandse film | Beste Europese film |
| - Fresa y chocolate — Cuba - La estrategia del caracol — Colombia - Sin compasión — Peru | - The Snapper — Stephen Frears - The Remains of the Day — James Ivory - Raining Stones — Ken Loach                                                                   |
| Beste debuterend regisseur | Beste animatiefilm |
| - La Cuadrilla — Justino, un asesino de la tercera edad - Héctor Carré — Dame lume - Álvaro Fernández Armero — Todo es mentira                                                                                    | - El regreso del viento del norte |
| Beste camerawerk | Beste montage |
| - Canción de cuna — Manuel Rojas - Días contados — Javier Aguirresarobe - La pasión turca — José Luis Alcaine | - Días contados — Teresa Font - Canción de cuna — Miguel González-Sinde - El detective y la muerte — José Salcedo                                                    |
| Beste artdirector | Beste productiemanager |
| - Canción de cuna — Gil Parrondo - Días contados — Félix Murcia - La pasión turca — Josep Rosell | - La pasión turca — José Luis Escolar - Días contados — Andrés Santana - El detective y la muerte — José Luis García                                                 |
| Beste geluid | Beste speciale effecten |
| - Los peores años de nuestra vida — Gilles Ortion, José Antonio Bermúdez, Carlos Garrido, Polo Aledo - Días contados — Gilles Ortion, John Hayward - La pasión turca — Gilles Ortion, Ricard Casals               | - Días contados — Reyes Abades - Desvío al paraíso — Michael Kirton - El detective y la muerte — Miroslaw Marchwinski                                                |
| Beste kostuums | Beste grime en haarstijl |
| - Canción de cuna — Yvonne Blake - Días contados — Helena Sanchís - La pasión turca — Nereida Bonmatí | - Canción de cuna — José Antonio Sánchez, Paquita Núñez - Días contados — Romana González, Josefa Morales - La pasión turca — Juan Pedro Hernández, Manolo Carretero |
| Beste filmmuziek | Beste origineel nummer |
| - La pasión turca — José Nieto - Canción de cuna — Manuel Balboa - El detective y la muerte — Suso Sáiz | Prijs werd pas vanaf de 15de uitreiking uitgereikt. |
| Beste korte film | Beste korte animatiefilm |
| - Aquel ritmillo — Javier Fesser - Sangre ciega — Miguel Albaladejo, Geli Albaladejo - Se paga al acto — Teresa Marcos                                                                                            | - El sueño de Adán — Mercedes Gaspar - Arturo Gámez (cuerpos en tránsito) — Miguel Navarro                                                                           |
| Beste documentaire | Beste korte documentaire |
| Prijs werd pas vanaf de 16de uitreiking uitgereikt. | Prijs werd dit jaar niet uitgereikt. |
| Ere-Goya | |
| José María Forqué | |

## Prijzen per film
| Film                                   | Nominaties | Prijzen |
| -------------------------------------- | ---------- | ------- |
| Días contados                          | 19         | 8       |
| La pasión turca                        | 12         | 2       |
| Canción de cuna                        | 11         | 5       |
| El detective y la muerte               | 5          | 0       |
| Los peores años de nuestra vida        | 4          | 1       |
| Todos los hombres sois iguales         | 2          | 2       |
| Justino, un asesino de la tercera edad | 2          | 2       |
| Todo es mentira                        | 2          | 0       |